# The Kovenant
The Kovenant er en norsk Elektronisk / industrial metal band, der blev stiftet den Hamar i 1992, under navnet konvention. I begyndelsen skabte bandet symfonisk black metal, før de gik over til dagens genre. Bandet blev tvunget til at ændre navnet, fordi EMB et svensk band havde copyright på det navn. Animatronic was deres første udgivelse kaldet The Kovenant.
Bandet har vundet Grammy Award i klassen hårde rock to gange. Første gang for album Nexus Polaris the Grammy Award 1998, mens de stadig gik under navnet konvention. For albummet, Animatronic they Grammy Award 1999.

## Medlemmer
- Lex Icon / Nagash blev optaget (Stian Arnesen) – bas og vokal (også i Dimmu Borgir, Troll)
- Psy Coma / Black Heart – guitar
- Angel – Guitar
- Geir Bratland – keyboards (også i Satyricon)
- Küth – trommer

## Tidligere medlemmer
- Hellhammer (Jan Axel Blomberg) – trommer

## Diskografi
- From The Storm of Shadows, demo 1994
- In Times Before the Light, album 1996
- Nexus Polaris, album 1998
- Animatronic, album 1999
- In Times Before the Light (Remix), album 2002
- S.E.T.I. Club EP, EP 2003
- S.E.T.I., album 2003
- Aria Galactica, album 2007